# گو (نیک‌شهر)
گو (نیک‌شهر)، روستایی از توابع بخش مرکزی شهرستان نیک‌شهر در استان سیستان و بلوچستان ایران است.

## جمعیت
این روستا در دهستان چاهان قرار دارد و براساس سرشماری مرکز آمار ایران در سال ۱۳۸۵، جمعیت آن ۱۲۲ نفر (۲۹خانوار) بوده‌است.